# 斯蒂拉羅河

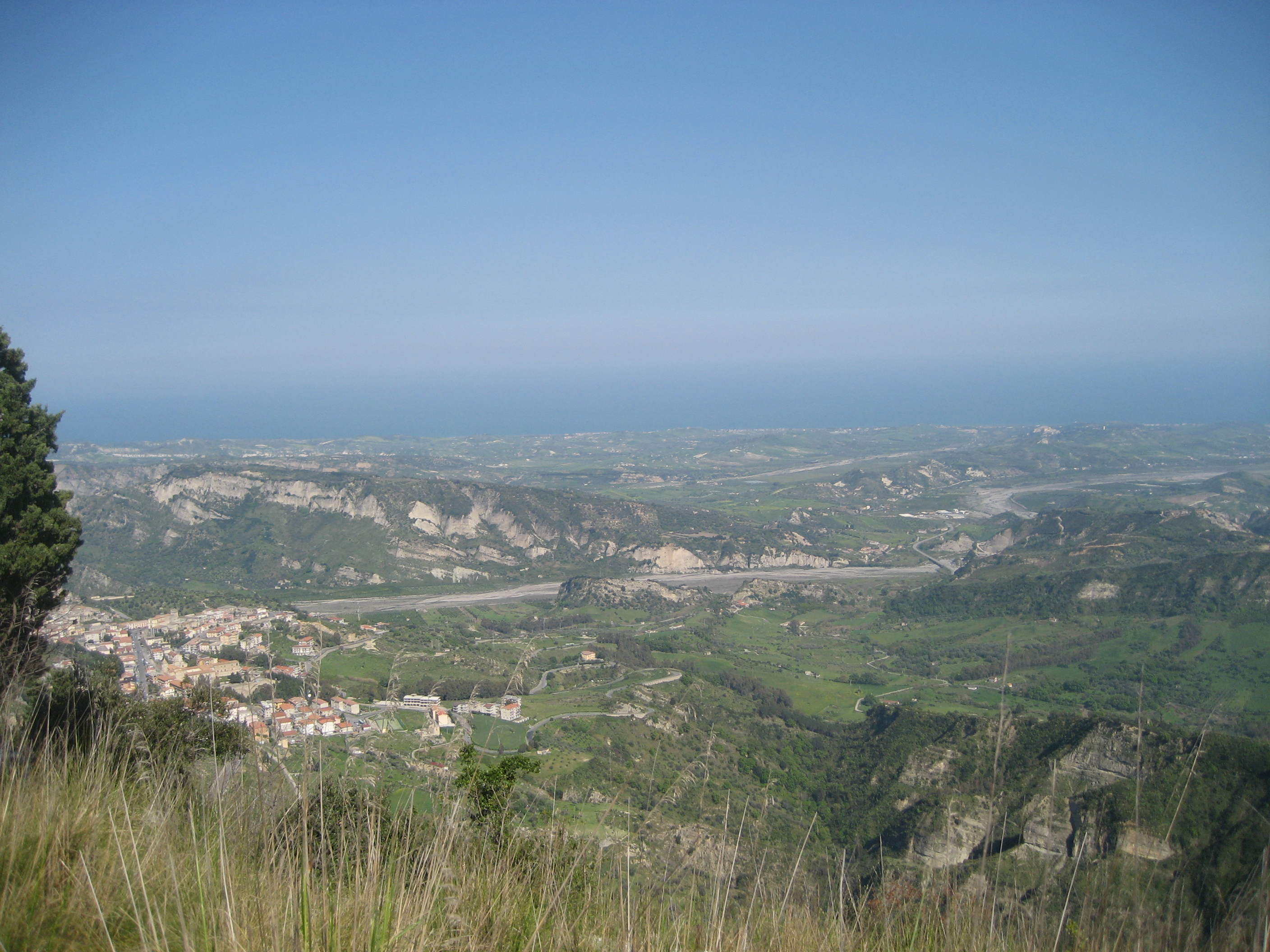

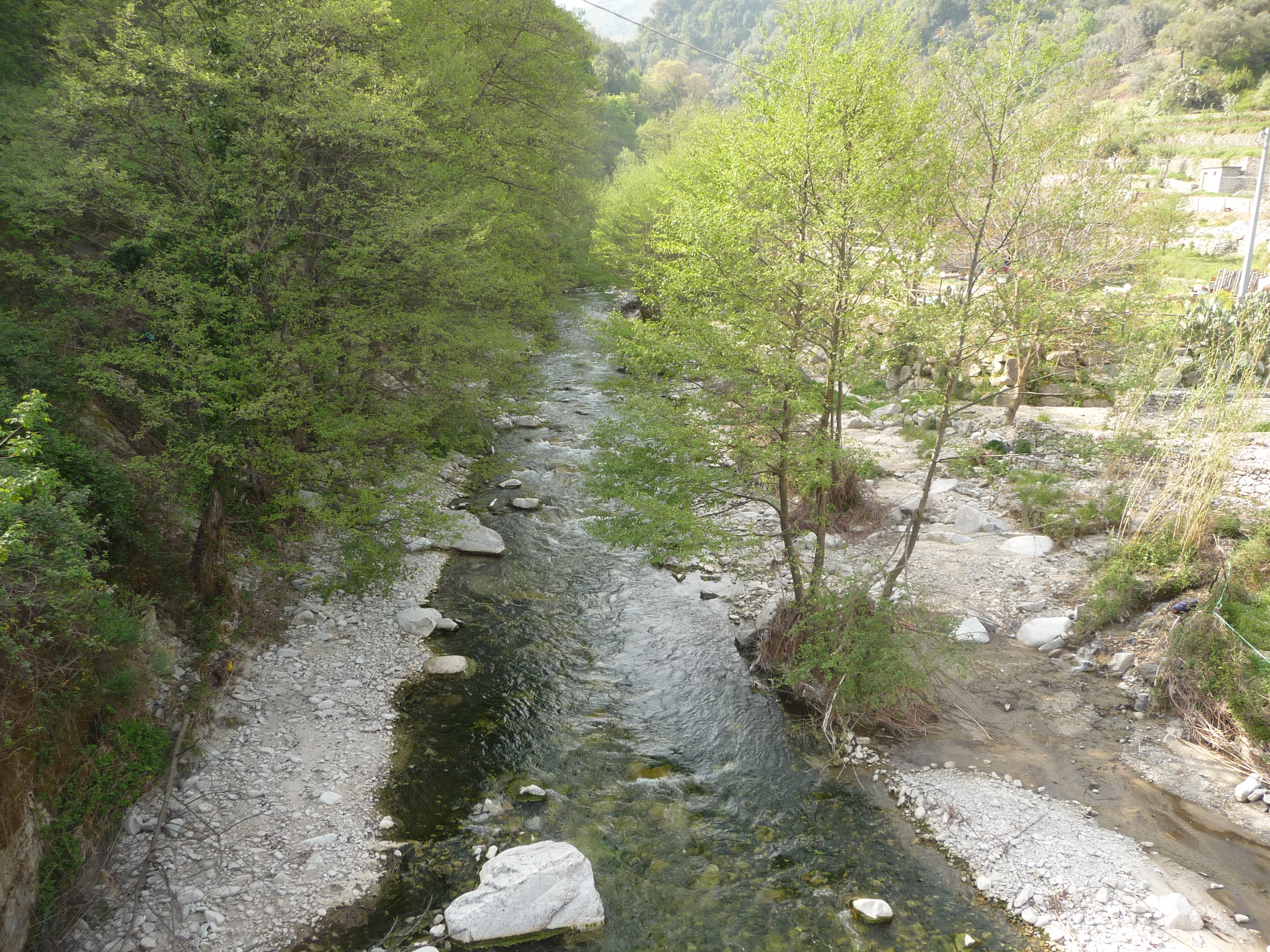

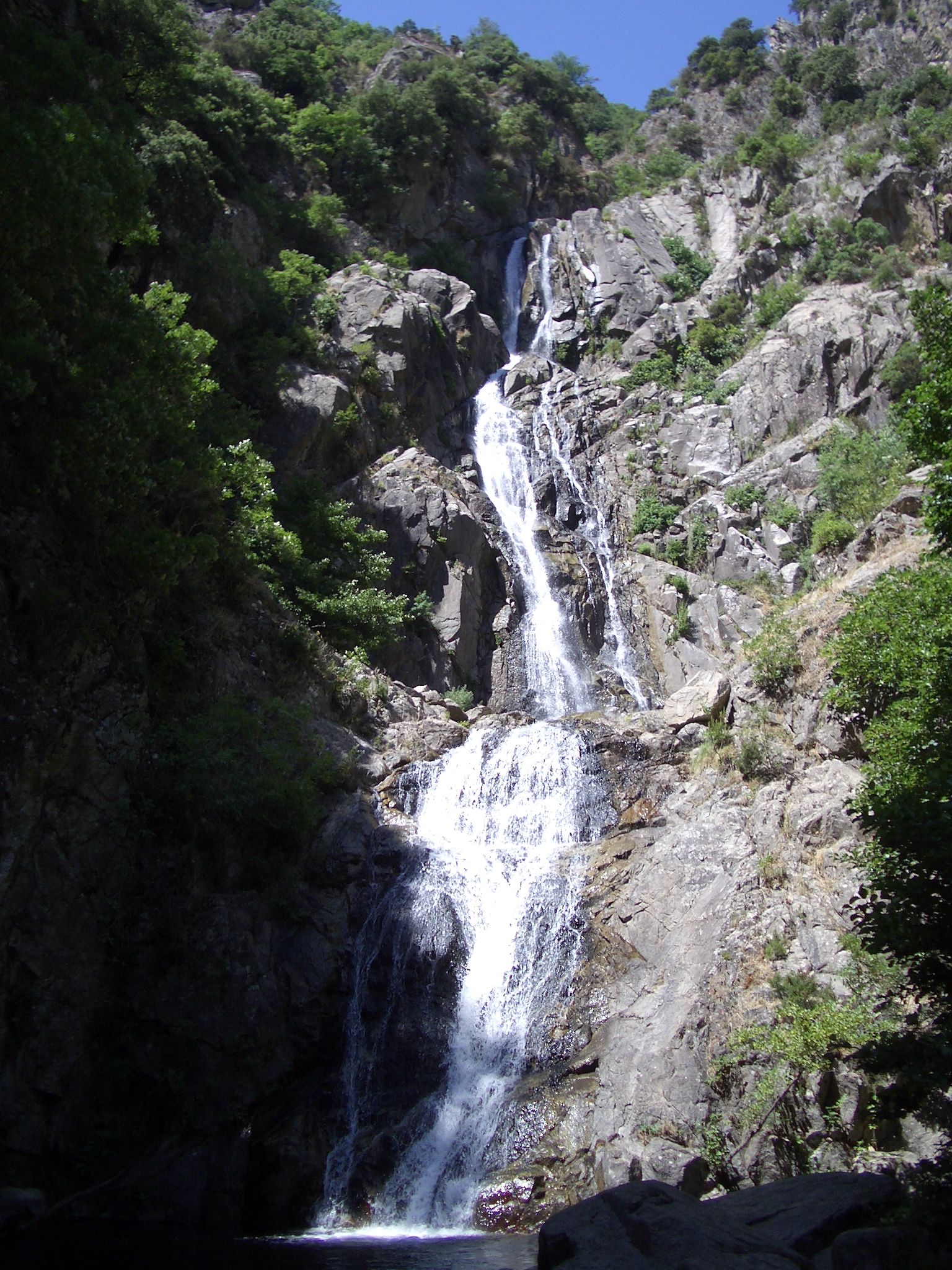

斯蒂拉羅河是意大利的河流，河道全長59.17公里，流域面積95.04平方公里，最終注入愛奧尼亞海，平均流量每秒8.6立方米，河畔城鎮有比翁吉、帕扎諾和斯蒂洛。